# Kesselyák Gergely
Kesselyák Gergely (Budapest, 1971. április 2. –) Liszt Ferenc-díjas karmester, operarendező. 2006. január 1-jétől május 5-ig az Operaház főzeneigazgatója.
Nagybátyja Kesselyák Mihály gépészmérnök, pilóta, oktató.

## Élete
1989-ben a budapesti Piarista Gimnáziumban érettségizett. A Liszt Ferenc Zeneművészeti Egyetemen 1995-ben végzett Lukács Ervin növendékeként. Közben két alkalommal részt vett Jurij Szimonov orosz karmester mesterkurzusain. 1994-ben harmadik helyezett lett a parmai Arturo Toscanini Nemzetközi Karmesterversenyen, majd 1995-ben az MTV Nemzetközi Karmesterversenyén is 3. díjat kapott Budapesten. 1993-tól rendszeresen vezényli Magyarország vezető szimfonikus zenekarait: a Nemzeti Filharmonikus Zenekart, a Budapesti Filharmóniai Társaság Zenekarát, a Magyar Rádió Szimfonikus Zenekarát, a Concerto Budapest zenekart (korábban Matáv Szimfonikus Zenekar) és a MÁV Szimfonikus Zenekart. 1995 és 1997 között a Magyar Rádió Ifjúsági Zenekarának vezetője volt, majd 1997-től a Miskolci Nemzeti Színház operatagozatának alapítója és zeneigazgatója, 2001-től a Bartók Plusz Operafesztivál alapító zeneigazgatója, 1994-től a Magyar Állami Operaház vendégkarmestere, 2001-2023 között karmestere. 2004-től a Budafest Nyári Nemzetközi Opera- és Balettfesztiváljának művészeti igazgatója, 2005 és 2012 között a Szegedi Szabadtéri Játékok művészeti igazgatója. 2005–2006-ban az Operaház főzeneigazgatója volt. 2023-tól a Színház- és Filmművészeti Egyetem osztályvezető tanára.
1993 óta több mint száz produkciót vezényelt tizenkét magyarországi zenés színházban, amelyek között megtalálhatóak operák, operettek, balettek és musicalek is. 2011 óta ismét a Bartók Plusz Operafesztivál igazgatója. 2013-ban megalapította a Bartók Plusz Operaíró Versenyt.
2016-tól 2023-ig a Magyar Állami Operaház első karmestere. Számos országban vendégszerepelt. 1999 óta rendezéssel is foglalkozik, színpadra állította Verdi Rigoletto és Nabucco, Donizetti Szerelmi bájital, Bartók A kékszakállú herceg vára, Puccini Turandot és Tosca című operáit, illetve Mozart Don Giovanni című operáját.
A Virtuózok című komolyzenei tehetségkutató-műsor zsűritagja.

### Családja
Felesége Molnár Ágnes opera-énekesnő, akit 2011-ben Budajenőn vett nőül. Egy gyermekük született, Panni. Hobbija a sportrepülés.

## Díjai, elismerései
- Pless László-díj (2000)
- Juventus díj (2003)
- Liszt Ferenc-díj (2005)
- Érdemes művész (2012)